# Avantage du syndrome de Down
L′avantage du syndrome de Down, ou avantage de la trisomie 21, est une hypothèse du domaine de la recherche médicale, initialement formulée par des parents d'enfants trisomiques, postulant que ces parents expérimentent moins de stress parental et ont un avantage psychosocial sur les parents d'enfants présentant d'autres troubles du développement, voire sur les familles avec des enfants sans handicap, car les enfants trisomiques sont plus faciles à élever et ont une meilleure relation parentale. 
L'existence ou non de cet avantage fait l'objet de recherches scientifiques. 

## Définition
La théorie de l'avantage du syndrome de Down postule que les enfants trisomiques sont plus faciles à élever que les enfants ayant d'autres troubles neurodéveloppementaux, ou même aucun.

## Recherches
Il existe un faisceau d'études démontrant que les mères de personnes avec une trisomie 21 présentent généralement de meilleurs profils de bien-être psychologique que les mères de personnes avec d'autres handicaps mentaux et développementaux, et ce, tout au long de leur vie. Par exemple, le taux de divorces parmi les familles d'enfants trisomiques est plus bas que parmi les familles d'enfants autistes, avec d'autres troubles du développement, et les familles sans enfant handicapé. D'après Anna J. Esbensen et Marsha Mailick Seltzer (2011), « le phénotype comportemental prédisait moins de pessimisme, plus de satisfaction dans la vie et une meilleure qualité de la relation mère-enfant ». Cette différence est particulièrement palpable par comparaison aux parents d'enfants autistes. Pourtant, les deux particularités neurodéveloppementales peuvent particulièrement aller de pair.
D'autres études soupçonnent qu'un biais d'échantillonnage puisse être à l'origine de ces résultats,, ou encore qu'il existe un biais dans ce qui est mesuré et quand. Une hypothèse serait que les enfants trisomiques aient plus de facultés adaptatives que ce que leur handicap peut laisser supposer.
En 2015, Mitchell, Hauser-Cram et Crossman concluent que « les enfants atteints du syndrome de Down et leurs mères ont des interactions plus positives que les enfants présentant d'autres troubles du développement, tant en ce qui concerne la réactivité des mères que les réponses de l'enfant qui dépendent du comportement maternel ». Une nouvelle étude publiée en mars 2021 échoue cependant à mettre en évidence l'existence de l'avantage du syndrome de Down.